# Polygordius appendiculatus
Espèce
Polygordius appendiculatus est un Polygordius de la famille des Polygordiidae.